# Ford Tourneo Connect
Ford Tourneo Connect je osobní verze dodávkového automobilu, je vyráběný americkou automobilkou Ford od roku 2002 v Turecku. Jedná se o kompaktní osobní-rodinný vůz, někdy také označovaný jako anglicky Leisure activity vehicle (LAV) nebo MPV. Od stejné doby je ve výrobě i Ford Transit Connect, užitková verze Tourneo Connect určená pro přepravu nákladu. Oba dva modely jsou postaveny na bázi Fordu Mondeo.[zdroj?]